# Gyimesi vadvirág
A Gyimesi vadvirág 1939-ben bemutatott magyar romantikus film Ráthonyi Ákos rendezésében.

## Tartalom
|  | Alább a cselekmény részletei következnek! |

Magdolna, aki korábban Fábián Gyurka menyasszonya volt, Palánka Imréhez megy feleségül. Imre húga, Mária beleszeret Gyurkába. Traján, a román kisbíró azt pletykálja, hogy Magdolna még mindig Gyurkát szereti, ezért Palánka megüti őt. Gyurka meg akarja kérni Mária kezét Imrétől, de a féltékeny férfi elkergeti egykori vetélytársát. A sértett és feldühödött Traján közben börtönbe akarja záratni Palánka Imrét, de helyette az elkeseredett Gyurka adja fel magát. Amikor ezt Imre megtudja, ki akarja váltani a férfit a börtönből, de Gyurka ekkorra már megszökött. A hazatérő Imre együtt találja feleségét Gyurkával, félreérti a helyzetet és rátámad vetélytársára. Verekedés közben Gyurka a szakadékba zuhan. Traján letartóztatja Imrét, aki azonban Magdolna segítségével elmenekül. A félreértések végül tisztázódnak, Imre és felesége kibékül egymással, Gyurka és Mária esküvőjén pedig még Traján is megenyhül a magyarok iránt.

## Szereplők
- Palánka Imre: Timár József
- Magdolna, a felesége: Tolnay Klári
- Mária, a húga: Ölvedy Zsóka
- Fábián Gyuri: Greguss Zoltán
- Traján, kisbíró: Mály Gerő
- Magdolna apja: Hosszú Zoltán
- Fábiánné: Egyed Lenke
- cigányprímás: Gózon Gyula
- harangozó: Makláry Zoltán
- cigányok: Balassa János, Misoga László
- kocsmáros: Köpeczi-Boócz Lajos
- éneklő paraszt: Kelemen Lajos
- Áronka: Pethes Ferenc

A cselekmény helyszíne: Erdély – Gyimesi havasok.
A cselekmény kora: 1920-as – 30-as évek.